# Charles Langlois de Septenville
Pour les articles homonymes, voir Langlois et Charles Langlois (homonymie).
Charles Édouard Langlois de Septenville, né le 15 novembre 1835 à Paris et mort le 21 mars 1915 à Etterbeek, est un littérateur et homme politique français.

## Biographie

### Famille
Sa famille, originaire de Picardie, fait partie de la noblesse d'ancienne extraction depuis 1444. 
Fils d'Edouard-Léon Langlois de Septenville et de Désirée Durand, il est le petit-fils de Louis-Léon Langlois de Septenville (1754-1844), officier de dragons puis receveur des finances, député de la Dyle au corps législatif de l'an XIII à 1814, baron de l'Empire en 1813, chevalier (1811) puis officier (1825) de la légion d'honneur, chevalier de Saint-Louis, maire de Montdidier de 1824 à 1829.
Il réside au château (aujourd'hui disparu) de Lignières-Châtelain.

### Carrière politique
Le 5 mars 1876, il est élu député de la Somme dans la deuxième circonscription d'Amiens, où se trouve sa terre de Lignières, par 13815 voix, contre 10885 au républicain René Goblet.  
Il siège au groupe bonapartiste de l'Appel au peuple jusqu'au renouvellement de 1881. 
Pendant son mandat, il intervient énergiquement sur une ligne conservatrice et démocratique, afin de défendre les intérêts de l'agriculture, des populations rurales et de l'industrie. Il soutient le Maréchal de Mac Mahon, en s'opposant au gouvernement républicain.
Il échoue au renouvellement de 1881 avec 10062 voix contre 13597 voix au républicain Ernest Dieu. Il se retire alors de la vie publique.

### Carrière littéraire
Il est aussi l'auteur d'études sur l'histoire du Portugal, de l'Espagne, du Brésil, de la Chine, sous le nom d'Édouard, baron de Septenville. Il fut membre ou correspondant de plusieurs sociétés savantes, officier d'académie et titulaire de plusieurs ordres étrangers.

### Publications
- Victoires et conquêtes de l'Espagne, depuis l'occupation des Maures jusqu'à nos jours, Paris, Ferdinand Sartorius, 1862, 172 p. lire en ligne ;
- L'Intention de l'Angleterre en 1863, Paris, E. Dentu, 1863 ;
- Découvertes et conquêtes du Portugal dans les deux mondes, Paris, E. Dentu, 1863, 181 p. lire en ligne ;
- Histoire héroïque et chevaleresque des Alfonse d'Espagne, Paris, Librairie générale, 1879, 251 p. lire en ligne ;.
- Etude Historique sur le Marquis de Pombal (1738-1777), Bruxelles, Weissenbruch, 1868 ;
- Le Brésil sous la Domination Portugaise, Paris, E.Dentu. 1872, 23 p. lire en ligne ;
- L'Espagne et Gibraltar, Paris, E. Dentu. 1872, 23 p. lire en ligne ;
- Le Portugal et l'unité ibérique, Paris, E. Dentu, 1873, 20 p. lire en ligne ;
- L'Expédition de Ceuta en 1415, fastes militaires et maritimes du Portugal, 1879, 143 p.  lire en ligne ;
- Histoire des XIII Alfonse d'Espagne, Paris, 1890.

### Mariages et descendance
Il épouse en 1860 Marie Antoinette de Belleval (Abbeville, 9 janvier 1843 - château du Bois-Robin, Aumale, 29 septembre 1891), fille de Louis Charles de Belleval et de Claudine Vincent d'Hantecourt. Elle est la sœur de l'historiographe René de Belleval, lui même marié avec Marie-Antoinette de Septenville, sa sœur. 
En 1902, il se remarie à Bruxelles avec Marie-Thérèse Maerschalch. 
Du premier mariage sont issus trois enfants :
- Léonie Langlois de Septenville (Lignières-Châtelain, 6 mars 1861 - ), mariée à Paris 9e le 6 mars 1882 avec Marc de Fontaines de Logères, capitaine de chasseurs (Tours, 15 octobre 1851 - 23 février 1920), dont postérité : leur fille Anne Amélie Marie Antoinette de Fontaines de Logères (1882-1922) épouse Camille Rocher, député de l'Isère ;
- Charles Edouard Louis Léon Langlois de Septenville (Lignières-Châtelain, 22 août 1862 - château du Bois-Robin, Aumale, 25 novembre 1930), marié à Dieppe le 26 juin 1893 avec Madeleine Campion (1875-1960). Dont postérité ;
- Louis Eugène Marie Edouard Langlois de Septenville (Lignières-Châtelain, 14 octobre 1875 - Château du Bois-Robin, Aumale, 29 octobre 1892).

Du second mariage, est issue une fille :
- Marthe Langlois de Septenville

### Sources / bibliographie
- « Charles Langlois de Septenville », dans Adolphe Robert et Gaston Cougny, Dictionnaire des parlementaires français, Edgar Bourloton, 1889-1891 [détail de l’édition]
- « Charles Langlois de Septenville », dans le Dictionnaire des parlementaires français (1889-1940), sous la direction de Jean Jolly, PUF, 1960 [détail de l’édition]
- Dictionnaire Biographique de la Somme, 1893, Paris, Henri Jouve, avec un portrait photographique.